# Xenofont Alexandrowitsch Kotscheschkow
Xenofont Alexandrowitsch Kotscheschkow (russisch Ксенофонт Александрович Кочешков, englische Transkription Ksenofont Aleksandrovich Kocheshkov, wiss. Transliteration Ksenofont Aleksandrovič Kočeškov; * 30. November 1894 in Moskau; † 15. Januar 1978 ebenda) war ein sowjetischer Chemiker (Organische Chemie).
Kotscheschkow studierte an der Lomonossow-Universität mit dem Abschluss 1921 und war dort ein Schüler von Nikolai Dmitrijewitsch Selinski. 1935 wurde er nach seiner Habilitation (russischer Doktortitel) Professor in der Abteilung Organische Chemie der Lomonossow-Universität. Er schuf Mitte der 1930er Jahre mit Alexander Nikolajewitsch Nesmejanow die Vorlesungsreihe über Element-organische Verbindungen. 1944 wurde er Leiter des Labors für Element-organische Verbindungen an der Lomonossow-Universität und ab 1945 des Labors für metallorganische Chemie am Physikochemischen Forschungsinstitut L. Ja. Karpow (NIFKHI).
Er befasste sich mit metallorganischer Chemie und hier ist eine wichtige Synthesemethode nach ihm benannt (Kotscheschkow-Umlagerung). 1949 erschien seine Monographie über Synthesemethoden organische Verbindungen mit Alkalimetallen (Lithium, Natrium, Kalium, Rubidium, Cäsium), verfasst mit T. W. Talalajewa. Beiden war 1942 die Synthese organischer Zinnverbindungen durch Umsetzung von Zinnamalgam mit organischen Lithiumverbindungen gelungen. Ihr Verfahren hatte eine hohe Ausbeute, obwohl Erich Krause zuvor diesen Weg wegen geometrischer Hindernisse für nicht gangbar hielt. Er fand neue Synthesemethoden für Amine mit Hilfe organometallischer Verbindungen.
Er war Mitglied der Sowjetischen Akademie der Wissenschaften (1946 korrespondierendes und 1968 volles Mitglied), wurde 1974 Held der sozialistischen Arbeit und erhielt zweimal den Leninorden (1954, 1974), 1948 den Stalinpreis (2. Klasse) und 1967 den Staatspreis der UdSSR.
Er war Herausgeber der Elements of Organoelement Chemistry.

## Schriften
- mit  N. I. Sheverdina: The organic compounds of zinc and cadmium, North Holland 1967